# Амзас
Амзас — посёлок Каларского сельского поселения Таштагольского района Кемеровской области, Россия.

## История
17 декабря 2004 года в соответствии с Законом Кемеровской области № 104-ОЗ посёлок вошёл в состав образованного Каларского сельского поселения.

## География
Находится в месте впадения реки Туга в Анзас. Центральная часть населённого пункта расположена на высоте 477,7 метра над уровнем моря. Находится среди небольших гор, посёлок окружает тайга. Лес преимущественно смешанный (ель, пихта, кедр), также встречается берёза.

Расположен в 7 км от Темиртау. Ближайшие населенные пункты: Каменный Карьер — 2 км, Петухов Лог — 6 км, посёлок при станции Тенеш — 8 км, Центральный — 9 км, Клепочный — 10 км, Калары — 10 км.
Уличная сеть
- ул. Почтовая
- ул. Свободная
- ул. Станционная
- ул. Центральная

## Население
| 2010 |
| ---- |
| 391  |

Население на 2007 год — 431 человек в 154 дворах.
По данным Всероссийской переписи населения 2010 года, в посёлке Азмас проживает 391 человек (189 мужчин, 202 женщины).

## Инфраструктура
Амбулатория. В п. Алгаин — филиал библиотеки.

## Транспорт
ЖД станция Алгаин на ветке Новокузнецк — Таштагол